# Folke Bohlin
Folke Ivar Reinhold Bohlin (Göteborg, 20 maart 1906 – Göteborg, 12 juni 1972) was een Zweeds zeiler.
Bohlin won in 1948 de zilveren medaille in de Drakenklasse achter de Noren, acht jaar later won Bohlin de gouden medaille in de Drakenklasse in Melbourne.

## Olympische Zomerspelen
| Jaar | Plaats    | Resultaten   |
| ---- | --------- | ------------ |
| 1948 | Londen    | Drakenklasse |
| 1956 | Melbourne | Drakenklasse |

1948: Hakon Barfod / Sigve Lie / Thor Thorvaldsen ·
1952: Hakon Barfod / Sigve Lie / Thor Thorvaldsen ·
1956: Folke Bohlin / Bengt Palmquist / Leif Wikström ·
1960: Odysseus Eskitzoglou / Constantijn van Griekenland / Georgios Zaimis ·
1964: Ole Berntsen / Christian von Bülow / Ole Poulsen ·
1968: George Friedrichs / Barton Jahncke / Gerald Schreck ·
1972: Thomas Anderson / John Cuneo / John Shaw